# 夏風の中で
大管弦楽のための牧歌『夏風の中で』（In Sommerwind - Idyll für grosses Orchester）は、アントン・ヴェーベルンが作曲した初期の管弦楽作品。『夏の風の中で』とも表記される。冒頭の『大管弦楽のための牧歌』は副題である。

## 概要
ウィーン大学に在学中の1904年夏に作曲された管弦楽作品である。当時ヴェーベルンはチェロと対位法を習うと同時に、ハンス・プフィッツナーに作曲の師事をする話が持ち上がっていた時期であった。
ヴェーベルンの生前に初演は行われず、没後の1961年に遺品の中から再発見され、1962年、シアトルでユージン・オーマンディの指揮によって行われた。
詩人ブルーノ・ヴィレの『ねむの木の黙示録』にインスピレーションを受け、これに基づいて作曲され、リヒャルト・ワーグナーやリヒャルト・シュトラウスなど後期ロマン派の作曲家たちの影響が随所にみられる。なお『ねむの木の黙示録』はヴェーベルンの愛読書のひとつであった。

## 特徴
ワーグナーなどからの影響がみられるロマンティックな作品である。しかし標題音楽としての要素は見られない。また作曲の手腕が格段に上がっていることも窺えられる。音色の豊かな組み合わせは、後のヴェーベルンの作品を予感させる。

## 演奏時間
約15分

## 編成
フルート3、オーボエ2、イングリッシュホルン、A管クラリネット、B♭管クラリネット、バスクラリネット、ファゴット2、ホルン6、トランペット2、ティンパニ、トライアングル、シンバル、ハープ2、弦五部